# ساما عويضة
ساما عويضة (1959-) هي سياسية فلسطينية ولدت في مدينة القدس. درست المرحلة الابتدائية في الأردن، والإعدادية في مدرسة بنات رام الله الثانوية، وحصلت منها على شهادة الثانوية العامة في الفرع العلمي عام 1979، حاصلة على بكالوريوس إدارة الأعمال من جامعة بيرزيت عام 1982، وعلى دبلوم في السكرتاريا التنفيذية عام 1993، وعلى الماجستير في إدارة الأعمال والتخطيط الاستراتيجي من جامعة سيتي لندن في بريطانيا عام 2000، وشهادة ميسرة تدريب في النوع الاجتماعي من منظمة العمل الدولية في إيطاليا عام 2015.

## حياتها العملية والسياسية
عملت عويضة في شركة خاصة في مجال المحاسبة خلال الفترة (1982-1983)، ثم عملت في قسم المحاسبة في كلية المجتمع العصرية في مدينة البيرة (1983-1984). وشاركت مع أخريات في تأسيس مركز الدراسات النسوية عام 1993، وتولت فيه إدارة برنامج التدريب ومديرة إدارية عام 1997، ورشحت لقيادة أول برنامج تدريبي في الجندر في فلسطين عام 1995.
انضمت عويضة لزهرات الجبهة الشعبية وشاركت بفعالياتها، ثم انضمت لعضوية الجبهة الديمقراطية، وبعد عامين من التحاقها بالجامعة الأردنية فُصلت منها بتهمة إثارة الشغب على خلفية مشاركتها بالمظاهرات الرافضة لاتفاقية كامب ديفيد عام 1979، فمارست دورًا نقابيًا في إطار الجبهة الديمقراطية، حيث انخرطت في لجان العمل النسائي، وأصبحت عضوًا في اللجنة المركزية للجبهة الديمقراطية لكنها تركت الجبهة عام 1990، اختيرت عويضة في لجنة صياغة مسودة قانون العقوبات الفلسطيني كممثلة لقطاع المرأة حيث قامت اللجنة بتقديم مسودة القانون للرئيس الفلسطيني محمود عباس، كما شاركت مع آخرين في تأسيس التجمع الوطني الديمقراطي عام 2018.